# Indanolo deidrogenasi
La indanolo deidrogenasi è un enzima appartenente alla classe delle ossidoreduttasi, che catalizza la seguente reazione:
indan-1-olo + NAD(P)+ ⇄ indanone + NAD(P)H + H+
Anche i 3(20)α-idrossisteroidi possono essere ossidati dall'enzima, ma più lentamente.